# Бугари у Србији
Бугари у Србији су грађани Србије бугарске етничке припадности.

## Службени језик
Бугарски језик је у Републици Србији у службеној употреби у општинама Босилеград и Димитровград, а Србија је признала и штити бугарски језик у складу са Европском повељом о регионалним и мањинским језицима на овом подручју.

## Пописи
- 1948: 59.472
- 1953: 60.146
- 1961: 58.494
- 1971: 53.800
- 1981: 33.455
- 1991: 26.698
- 2002: 20.497
- 2011: 18.543[1]
- 2022: 12.918[2]

## Демографија

### Становништво по општинама
Списак општина и градова у Србији у којима Бугари чине већину.
| Општина              | Становништво попис 2022 | Бугари | Удео   |
| -------------------- | ----------------------- | ------ | ------ |
| Општина Босилеград   | 6.065                   | 4.075  | 67,18% |
| Општина Димитровград | 8.043                   | 3.669  | 45,61% |